# Heinrich Aufhäuser

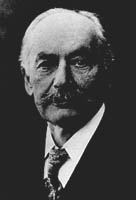
Heinrich Aufhäuser (1917)

Bankhaus H. Aufhäuser in der Löwengrube 20 mit Gründer Heinrich Aufhäuser sowie seinen Söhnen Martin und Siegfried, um 1905

Heinrich Aufhäuser (* 1. März 1842 in Hainsfarth; † 25. September 1917) war ein deutscher Bankier in München.

## Leben
Heinrich war der Sohn des jüdischen Rauchwarenhändlers Moses Löb Aufhäuser (1804–1880) und der Münchener Privatbankierstochter Cäcilie Oberndoerffer. Heinrich Aufhäuser absolvierte eine Bankausbildung bei seinem Großvater und gründete danach mit Samuel Scharlach am 14. Mai 1870 das Bankhaus Aufhäuser & Scharlach in München. Von 1870 bis 1876 verfünffachte sich die Bilanzsumme des neuen Bankhauses.
Heinrich Aufhäuser heiratete Rosalie Berliner (1850–1924), die Tochter eines Münchener Großhändlers, die eine hohe Mitgift in die Ehe einbrachte. Nachdem Heinrich Aufhäuser damit seinen Partner Scharlach bis 1892 ausbezahlen konnte, firmierte das Institut ab 1894 unter dem Namen Bankhaus H. Aufhäuser. Seine Söhne Martin (1875–1944) und Siegfried (1877–1949) arbeiteten ebenfalls im väterlichen Bankhaus.
Die Bank erlangte schnell einen guten Ruf und zählte u. a. Herzog Luitpold in Bayern und die Familie von Thomas Mann sowie die Familie Einstein (Alfred Einstein) zu ihren Kunden. Um die Jahrhundertwende wurde aus der zunächst auf das Effektenkommissionsgeschäft spezialisierten Bank ein umsatzstarkes Kreditinstitut. 1913 belief sich die Bilanzsumme von H. Aufhäuser erstmals auf über zehn Millionen Goldmark. Das Berliner Bankhaus S. Bleichröder wurde 1918 Kommanditistin vom Bankhaus H. Aufhäuser.